# بونوگو (ساپونه)
بونوگو شهری در شهرستان ساپونه در استان بازگا در بورکینافاسوی مرکزی است و جمعیت آن ۱۴۸۶ نفر است.